# Max Valier

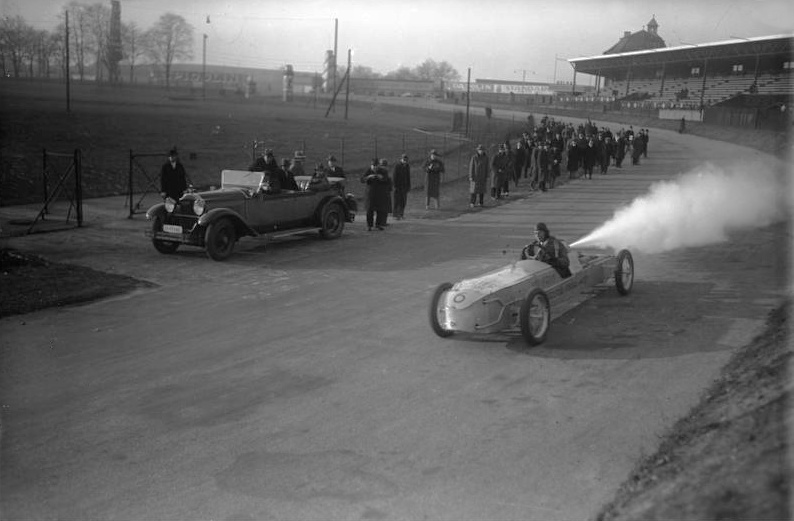
Pruebas del automóvil cohete "AVUS Raketenauto" diseñado y probado por Valier

Max Valier (Bolzano, Italia, 9 de febrero de 1895 - Berlín, 17 de mayo de 1930) fue un científico austriaco, estudioso de la estructura cósmica.

## Biografía
Max Valier ingresó en 1913 a la Universidad de Innsbruck, donde estudió Física, Matemáticas y Astronomía. Al mismo tiempo, trabajó como maquinista en una industria de aquella ciudad. La Primera Guerra Mundial interrumpió sus estudios. Valier se enroló en el cuerpo aéreo del Ejército Austro-Húngaro.
Tras el conflicto, Valier abandonó sus estudios en la Universidad y se dedicó a escribir sobre asuntos científicos. En 1923, publicó en Múnich su obra El fin del mundo, en la que describe el colapso del planeta como consecuencia del choque de un cuerpo celeste contra la Tierra.
Influyó mucho en el pensamiento de Valier las teorías que Hermann Oberth expuso en Los cohetes en el espacio interplanetario. Oberth asesorará a Valier, quien en 1924 publica su obra El avance en el espacio, con que tendrá un extraordinario éxito de ventas. En el mismo año, Valier publicó El camino y la esencia de las estrellas. Introducción a la ciencia celestial.

## Cosmogonía glacial
En 1925, Valier presenta un trabajo acerca de la estructura cósmica, que lleva como título Anleitung zum Lesen kosmotechnischer Zeichnungen (“Guía de Instrucciones para la lectura de dibujos cosmotécnicos”), y luego, en 1927, Valier publica en Suiza Einführung in die Welteislehre. Die Rätsel des Sonnenreiches, nach Ingenieur Hörbiger dargestellt (“Introducción a la Doctrina del Hielo Universal. Los Enigmas del Reino Solar, presentados de acuerdo a los planteamientos del ingeniero Hans Hörbiger”), trabajo que sintetiza los postulados de la Cosmogonía Glacial, donde establece que Hörbiger, en 1894 observando la luna con un pequeño telescopio, tuvo la idea, base de su nueva teoría, fundada en la fugaz intuición de considerar toda la superficie de nuestro satélite con todas sus montañas, cráteres, blancos témpanos y sus profundas llanuras grisverdosas, como una capa de hielo procedente de la congelación de un inmenso océano que cubre todo el astro formando una capa de hielo de varias decenas de kilómetros de espesor (...). Y a continuación, Valier define que no es solamente el hallazgo de la clave lo que a Hörbiger se le debe, sino también el hecho de que supo aplicarla, abriéndonos así, después de un trabajo de treinta años, las puertas para una nueva comprensión del Universo y para la aplicación técnica de los hechos cósmicos. Fue un trayecto penoso por el que pasó desde que la idea de la naturaleza glacial de la capa de la luna se engendró en su cerebro, hasta la demostración de que el hielo, en todo el Universo, con su natural oposición a las materias candentes, es el verdadero propulsor de todos los hechos y que todo lo que acontece hasta en el más distante espacio estelar, como en nuestro más próximo reino solar, es el resultado final del combate entre el mundo candente y el mundo glacial.

## Cohetes
Valier fue uno de los pioneros de la industria de cohetes y es uno de los fundadores de la Deutsches Verein für Raumschiffahrt -la Sociedad para el Vuelo Espacial de Alemania (DVfR)-, aplicando la ciencia y técnica hörbigerista a la incipiente industria, la que posteriormente asentará las bases para los vuelos espaciales y de la cual saldrán prominentes figuras, como Wernher von Braun y Hermann Oberth.
En aquel período, Valier publica numerosos artículos en torno a los viajes espaciales, destacando entre ellos, “De Berlín a Nueva York en una hora”, o bien, “Un atrevido viaje a Marte” y el libro Raketen Fahrt (“Viajes en Cohetes”) del año 1929 y, a continuación, la interesante obra en torno a la composición y estructura del sistema solar, Die Entwicklung unseres Sonnensystems nach den neuesten Lehren der Kosmotechnik (“El Desarrollo de Nuestro sistema Solar tras los más recientes conocimientos cosmotécnicos”).
Abocado a la creación de propulsores, en 1928, Max Valier desarrolla junto a Fritz von Opel y Friedrich Sander el primer auto propulsado por un cohete y en los meses siguientes, una serie de prototipos de autos y aviones basados en el mismo sistema de propulsión, estableciendo los cimientos para una naciente industria, generando al mismo tiempo un gran interés popular por estos campos. Como ejemplo de su gran capacidad de creación, señalemos que Valier construyó varios vehículos impulsados por cohetes, entre los que cuentan trineos, patines y automóviles, algunos de los cuales alcanzaron los ¡380 k/hr.!
A estas alturas, la Sociedad para el Vuelo Espacial concentraba sus esfuerzos en la búsqueda de un combustible líquido para cohetes, logrando éxito en la planta de Heylandt el 25 de enero de 1930. Luego, el 19 de abril de ese mismo año, Valier desarrolla la primera prueba con éxito de un auto-cohete con base de propulsión de oxígeno líquido y alcohol.
Lamentablemente, el 17 de mayo de 1930 en una prueba de combustible de un cohete realizada en Berlín, Valier, a los 35 años, muere tras una explosión.
Su nombre es aún recordado en el Tirol austriaco como uno de los más famosos inventores y científicos, encontrándose allí la Sociedad de Astrónomos Amateur Max Valier, el Observatorio Público Max Valier en Gummer y la Escuela Profesional Max Valier.

## Eponimia
- El cráter lunar Valier lleva este nombre en su memoria.[5]